# Mercedes-Benz W21
Mercedes-Benz 200/230 är en personbil, tillverkad av den tyska biltillverkaren Mercedes-Benz mellan 1933 och 1937.

## 200 (1933-36)
År 1933 presenterades 200, en större version av 170:n. Bilarna hade samma avancerade chassi med hydrauliska bromsar och individuell hjulupphängning runt om. Framhjulen avfjädrades med två tvärliggande bladfjädrar som även utgjorde bärarmar. Bak satt en dubbelledad pendelaxel avfjädrad med två skruvfjädrar per sida. Motorn var en större version av 170:ns sidventilssexa.

## 200 lang (1934-36)
År 1934 tillkom en version med längre hjulbas som ersatte Stuttgart-modellen. Den större bilen försågs ofta med sexsitsiga karosser och blev populär som taxi.

## 230 (1936-37)
Tvålitersmotorn upplevdes av många som orkeslös i den ganska stora bilen och 1936 kom ersättaren 230 med större motor.

## Motor
| Modell | Motor                   | Cylindervolym | Effekt | Bränslesystem   |
| ------ | ----------------------- | ------------- | ------ | --------------- |
| 200    | M21: 6-cyl radmotor sv  | 1961 cm³      | 40 hk  | Enkel förgasare |
| 230    | M143: 6-cyl radmotor sv | 2229 cm³      | 55 hk  | Enkel förgasare |

## Tillverkning
| Modell  | Antal  |
| ------- | ------ |
| 200/230 | 15 622 |